# Wapen van Aalst (Oost-Vlaanderen)

Het wapen van Aalst (sinds 1986)

Het Wapen van Aalst is het heraldisch wapen van de Oost-Vlaamse stad Aalst.
Het wapen werd op 13 oktober 1819 door de Hoge Raad van Adel tijdens het Verenigd Koninkrijk der Nederlanden aan de stad toegekend en werd op 6 februari 1841 in ongewijzigde versie, per koninklijk besluit, aan Aalst toegekend en ten slotte, per ministerieel besluit, op 8 juli 1986 herbevestigd.

## Geschiedenis

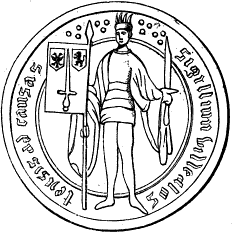
Stadszegel van Aalst (1394)

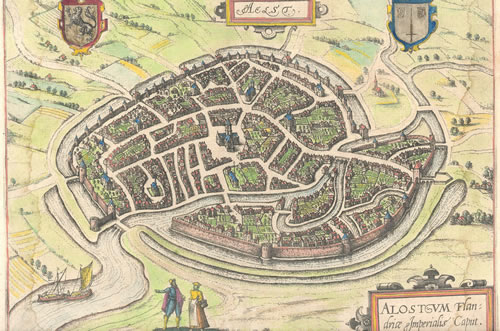
Plattegrond van Aalst door Guicciardini (1581) met in de rechterbovenhoek het wapenschild

Toen de stad Aalst begin 19e eeuw voor het eerst een officieel wapenschild aanvroeg bij de Hoge Raad van Adel, baseerde men zich op een door de zilversmid Nicolaas Colijns gesneden stadszegel voor poorterszaken uit 1394 en latere zegels. Dit zegel toonde een soldaat (mogelijk een ridder) met in de ene hand een banier met daarop heraldisch rechts de dubbelkoppige adelaar en heraldisch links de leeuw van Vlaanderen (dit verwees naar het feit dat het Land van Aalst deel uitmaakte van het Heilig Roomse Rijk als van het graafschap Vlaanderen (Rijks-Vlaanderen) met daartussen een zwaard en in de andere hand een opgeheven zwaard. De combinatie van de dubbelkoppige adelaar en Vlaamse leeuw vond men al terug op in Aalst geslagen munten uit de regering graaf Lodewijk II van Nevers (1322-1346). Corneille Gaillard zou in La ancienne noblesse du contee de Flandres avecques leurs armes painctes (1557) het huidige wapen reeds omschrijven en neertekenen (Koninklijke Bibliotheek van België, Ms. IV 1276). Bij de herbevestiging van het gemeentewapen in 1986 werd de kroon gespecificeerd als een gravenkroon "met dertien parels, waarvan drie verheven", hetgeen herinnert aan de geschiedenis van de stad als hoofdstad van het Land van Aalst dat een graafschap was.

## Blazoen
Het eerste wapen werd door de Hoge Raad van Adel op 13 oktober 1819 toegekend.
Het tweede wapen had de volgende blazoenering:
Eenen zilveren schild met eenen rooden degen als eene staek geplaetst het spits opwaerts, vergezeld boven, ter regter zyde, van een schildeken van Vlaenderen, waervan het eerste van goud met eenen zwarten tweehoofdigen arend met uytgestrekte vleugels, met roode tong, bek en beenen; het tweede van goud met eenen zwarten leeuw geklaeuwd en getongd met rood, den schild gedekt met eene gulden kroon.— Koninklijk Besluit van 6 februari 1841.
Het huidige wapen heeft de volgende blazoenering:
In zilver een zwaard van keel, bovenaan vergezeld van twee schildjes, rechts in goud een dubbele adelaar van sabel, getongd, gebekt en gepoot van keel, links in goud een leeuw van sabel, geklauwd en getongd van keel. Het schild getopt met een kroon van goud met dertien parels, waarvan drie verheven.— Ministerieel Besluit van 8 juli 1986.

## Verwante wapens

Wapen van Erpe-Mere.
Wapen van Geraardsbergen.
Wapen van Lierde.
Wapen van Ninove.